# انجمن بین‌المللی آسمان تاریک
انجمن بین‌المللی آسمان تاریک (IDA) یک سازمان غیرانتفاعی مستقر در ایالات متحده است که در سال ۱۹۸۸ توسط دیوید کرافورد، ستاره‌شناس حرفه‌ای و تیم هانتر، یک اخترشناس/پزشک آماتور تأسیس شده‌است. مأموریت IDA «حفاظت و نگهداری از محیط در شب و آسمان تاریک، از طریق نورپردازی با کیفیت در فضای باز» است.

## رویکرد اصلی
رویکرد اصلی IDA افزایش آگاهی عمومی در مورد ارزش آسمان تاریک و پر ستاره را از طریق آموزش در مورد مشکلات و راه حل‌ها و حمایت از اقداماتی مانند نورپردازی اصولی در فضای باز که باعث کاهش آلودگی نوری شود است. در سال ۲۰۱۱، این سازمان حدود ۵۰۰۰ عضو در ۷۰ کشور داشت.
در میان بسیاری از نگرانی‌ها، IDA و سازمان‌های وابسته به آن، در مورد نور مصنوعی در شب و تأثیر آن بر سلامت انسان و محیط زیست تحقیقاتی انجام داده‌اند. فرضیه این است که انسان طی هزاره‌ای که در معرض دوره‌های تقریباً مساوی نور و تاریکی قرار گرفته، تکامل یافته‌است. اختلال در این ریتم شبانه‌روزی می‌تواند عدم تعادل هورمونی در انسان و تمام موجودات زنده را سبب شود. در قرن گذشته، روشنایی مصنوعی، دوره منظم تاریکی را کاهش داده و احتمال داده می‌شود این موضوع تأثیر منفی بر سلامتی انسان بگذارد. نور در شب با افزایش شیوع فشار خون بالا، اختلال کمبود توجه، چاقی، دیابت و برخی از انواع سرطان ارتباط دارد.
اکنون نماینده محلی این انجمن در ایران، حامد میرزاخلیل است که از طریق ارتباط با رسانه‌ها و فعالیت در انجمن‌های مردم‌ نهاد، نقش فعالی در آگاه‌سازی عمومی نسبت به موضوع آسمان تاریک و مبارزه با آلودگی نوری ایفا می‌کند.